# Dick Foran
Dick Foran (ur. 18 czerwca 1910 w Flemington, zm. 10 sierpnia 1979 w Panorama City) – amerykański aktor filmowy i telewizyjny.

## Filmografia
seriale
- 1947: Kraft Television Theatre
- 1954: Climax! jako Robert Maxwell / Luke Bradshaw
- 1959: Bonanza jako Ed Geltner
- 1964: Daniel Boone jako Jeremiah Tupper
- 1968: Adam-12 jako Fred Haines

film
- 1934: Zmiana serc jako Nick
- 1935: Kusicielka jako Teddy
- 1936: Skamieniały las jako Boze Hertzlinger
- 1937: Czarny legion jako Ed Jackson
- 1938: Cztery córki jako Ernest Talbot
- 1939: Cztery żony jako Ernest Talbot
- 1940: My Little Chickadee jako Wayne Carter
- 1940: Ręka mumii jako Steve Banning
- 1941: In the Navy jako CPO Dynamite Dugan
- 1941: Keep ’Em Flying jako Jinx Roberts
- 1942: Grobowiec mumii jako Stephen Banning
- 1948: Fort Apache jako sierżant Quincannon
- 1955: Treasure of Ruby Hills jako Doran
- 1964: Taggart jako Adam Stark
- 1967: Brighty - osiołek z Wielkiego Kanionu jako Stary Timer, poszukiwacz

## Wyróżnienia
Posiada swoją gwiazdę na Hollywoodzkiej Alei Gwiazd.